# Улица Мустамяэ
Улица Му́стамяэ, также Му́стамяе-те́э и Му́стамяе те́э (эст. Mustamäe tee, с эст. «Дорога Чёрной горы») — магистральная улица в Таллине, Эстония. Проходит через районы Кристийне и Мустамяэ, через микрорайоны Лиллекюла, Кадака, Сяэзе и Мустамяэ.

## География
Улица начинается на перекрёстке Палдиского шоссе и улицы Эндла и заканчивается на перекрёстке с улицей Кескузе в микрорайоне Мустамяэ. Протяжённость — 3581 м.

## История
Дорога на месте современной улицы появилась в середине XVII века; она проходила через деревни, находившиеся на окраине города. В XVIII веке здесь возникли помещичьи мызы, бывшие местом отдыха своих хозяев: Бланкенталь (Blankenthal), Шарлоттенталь (Charlottenthal) и Лёвенрух (Löwenruh). Улица сменила несколько названий; в 1916 году упоминается название Габерская улица. Современное название она получила в 1937 году. До 1976 года отрезок современной улицы Мустамяэ от её начала до места примыкания улицы Кадака являлся начальным отрезком улицы Кадака; таким образом, Мустамяэ теэ начиналась от нынешнего перекрёстка с Кадака теэ.
В советское время на улице был построен ряд крупных предприятий, в том числе Таллинский экскаваторный завод (впоследствии ПО «Таллэкс»), завод «Ильмарине», завод хромовой кожи производственного объединения «Коммунар», Таллинский плодоовощной совхоз, специализированная автобаза. Вскоре после распада СССР эти предприятия прекратили своё существование. В бывшем Дворце пионеров работает Дом детского творчества «Kullo».

## Общественный транспорт
По улице проходит ряд линий общественного транспорта, в том числе троллейбусные маршруты № 1 и № 5, автобусные маршруты № 9, 13, 16, 26, 26А, 33, 37, 61. Мустамяэ теэ является одной из основных магистралей, связывающих жилой микрорайон Мустамяэ с центром города.

## Достопримечательности
На улице, вблизи остановки «Löwenruh», расположен парк Лёвенру, получивший название от бывшей здесь ранее одноимённой мызы. Улица заканчивается вблизи парка Мянни. Вдоль улицы расположено множество различных магазинов, на перекрёстке с улицей А. Х. Таммсааре находится торговый центр Mustika Keskus.

Улица Мустамяэ
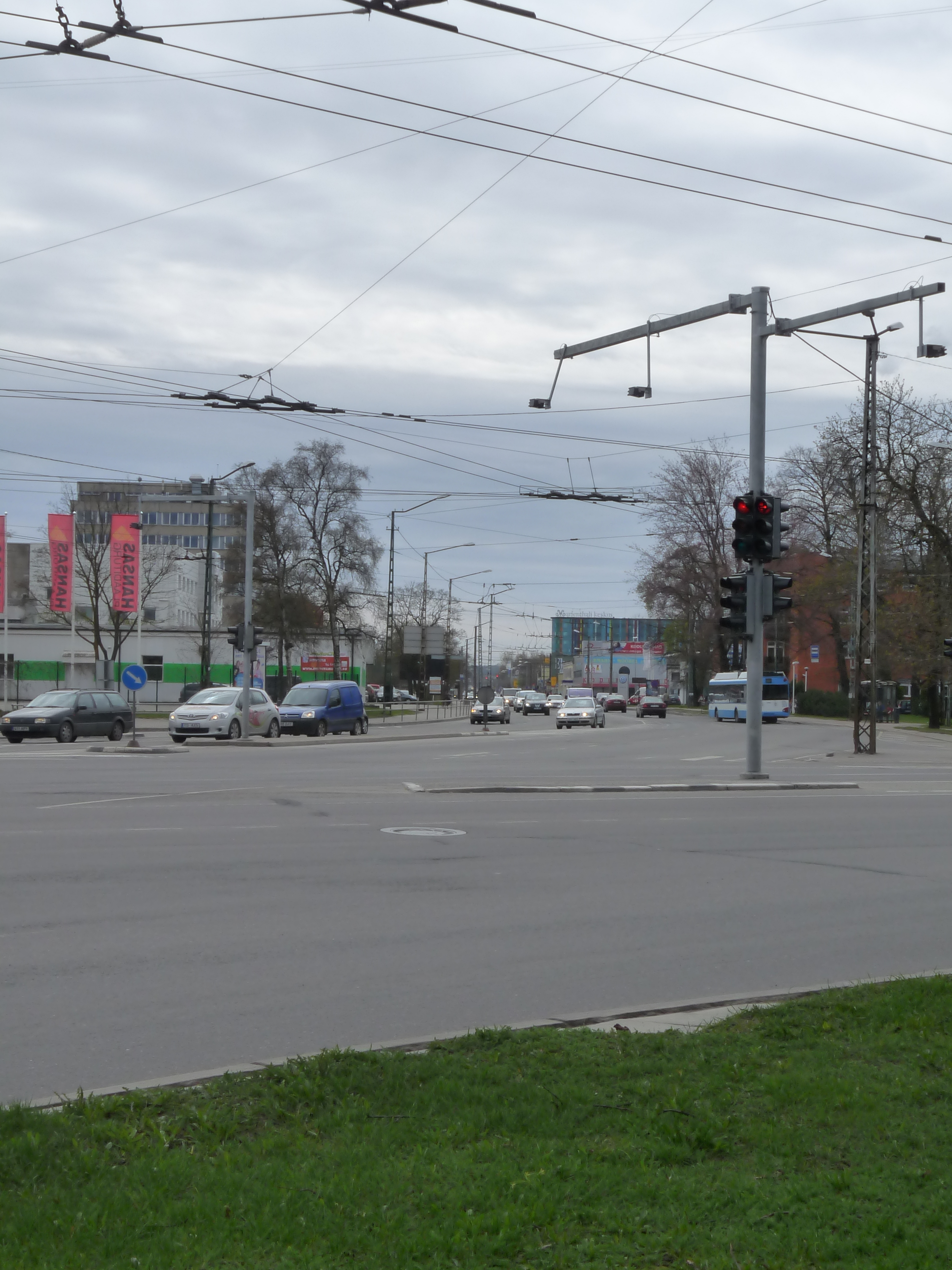
Начало улицы, вид с Палдиского шоссе
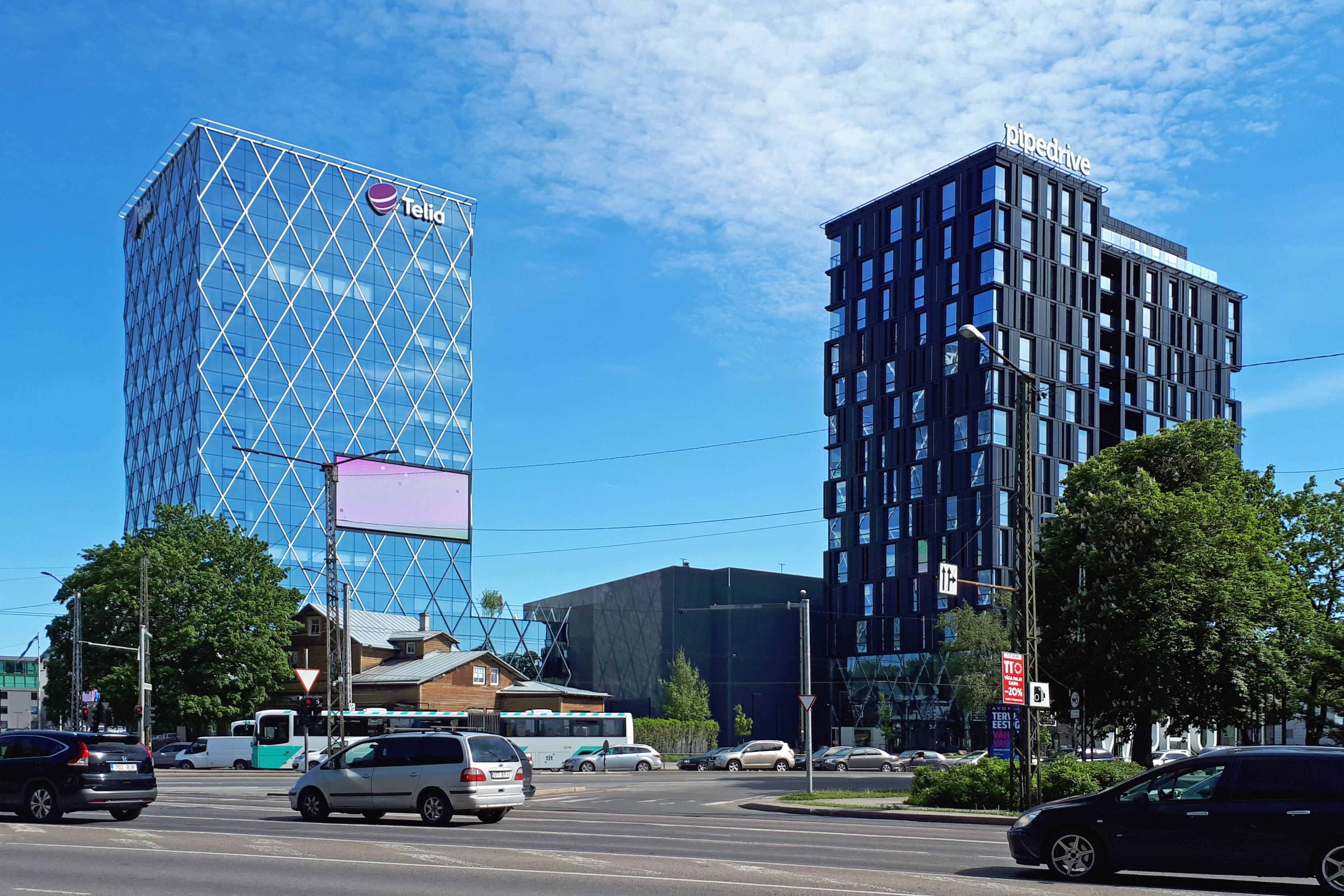
Перекрёсток с Палдиским шоссе и улицей Эндла
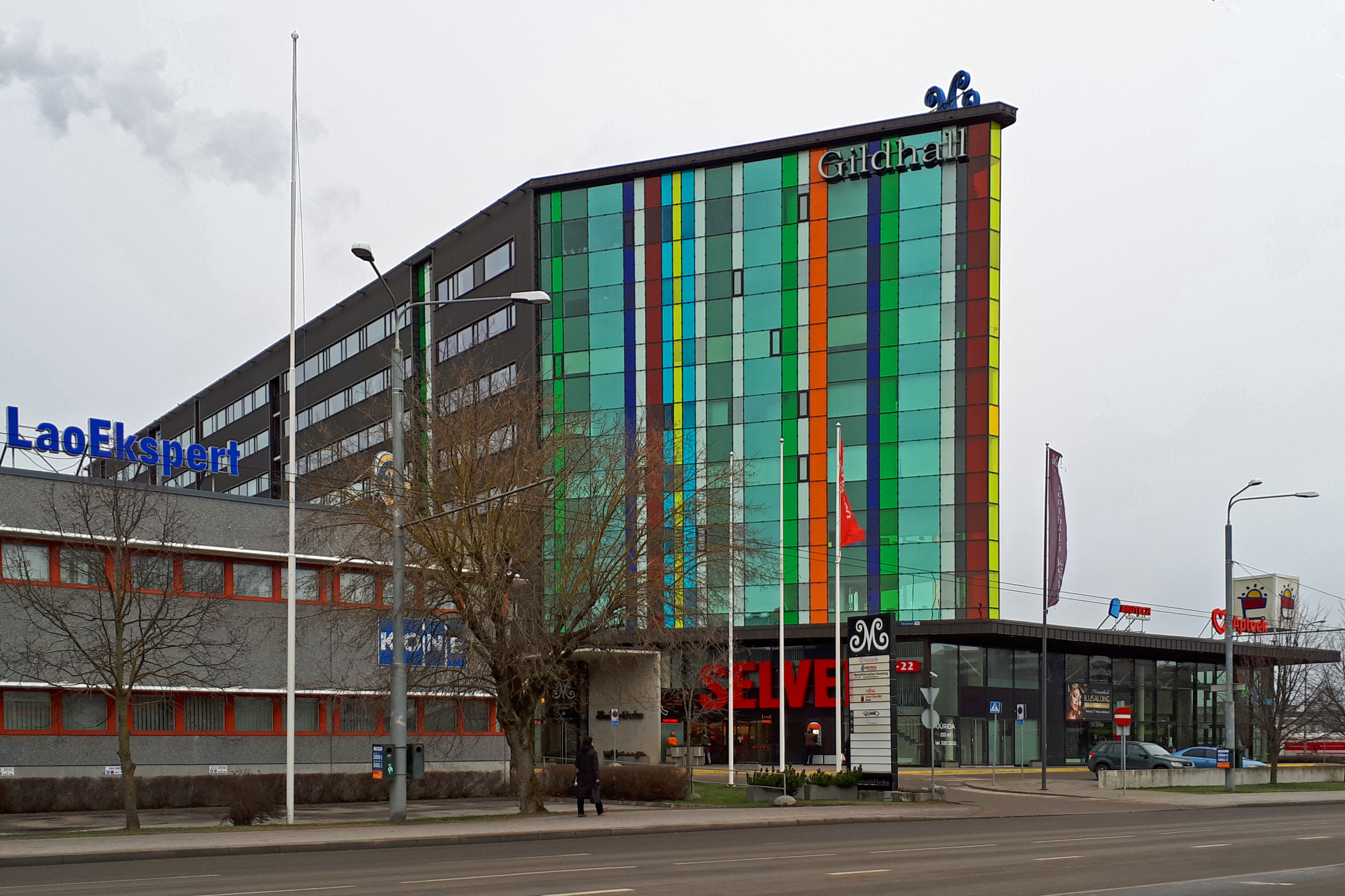
Магазин торговой сети «Selver» в районе Кристийне
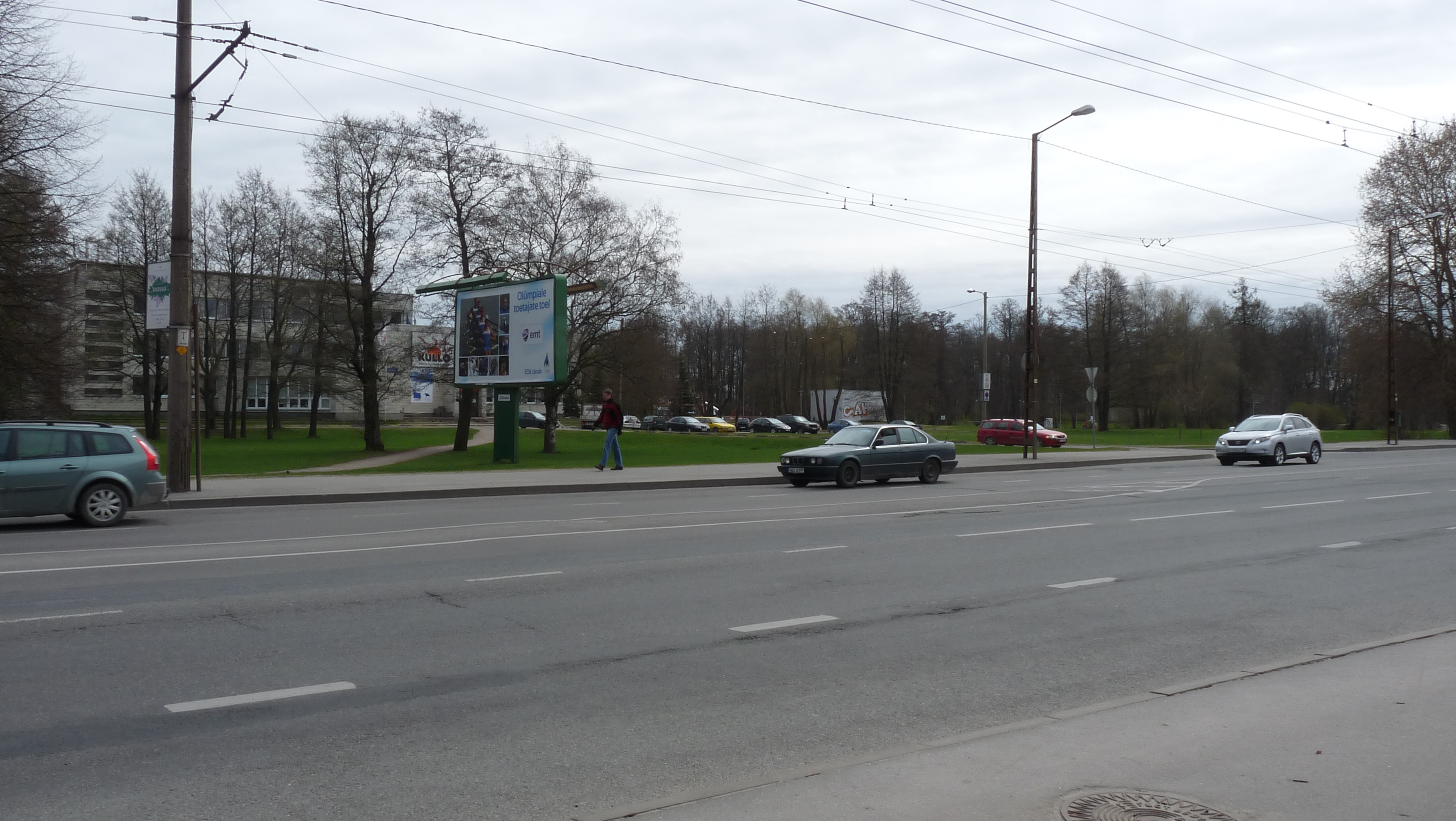
Парк Löwenruh
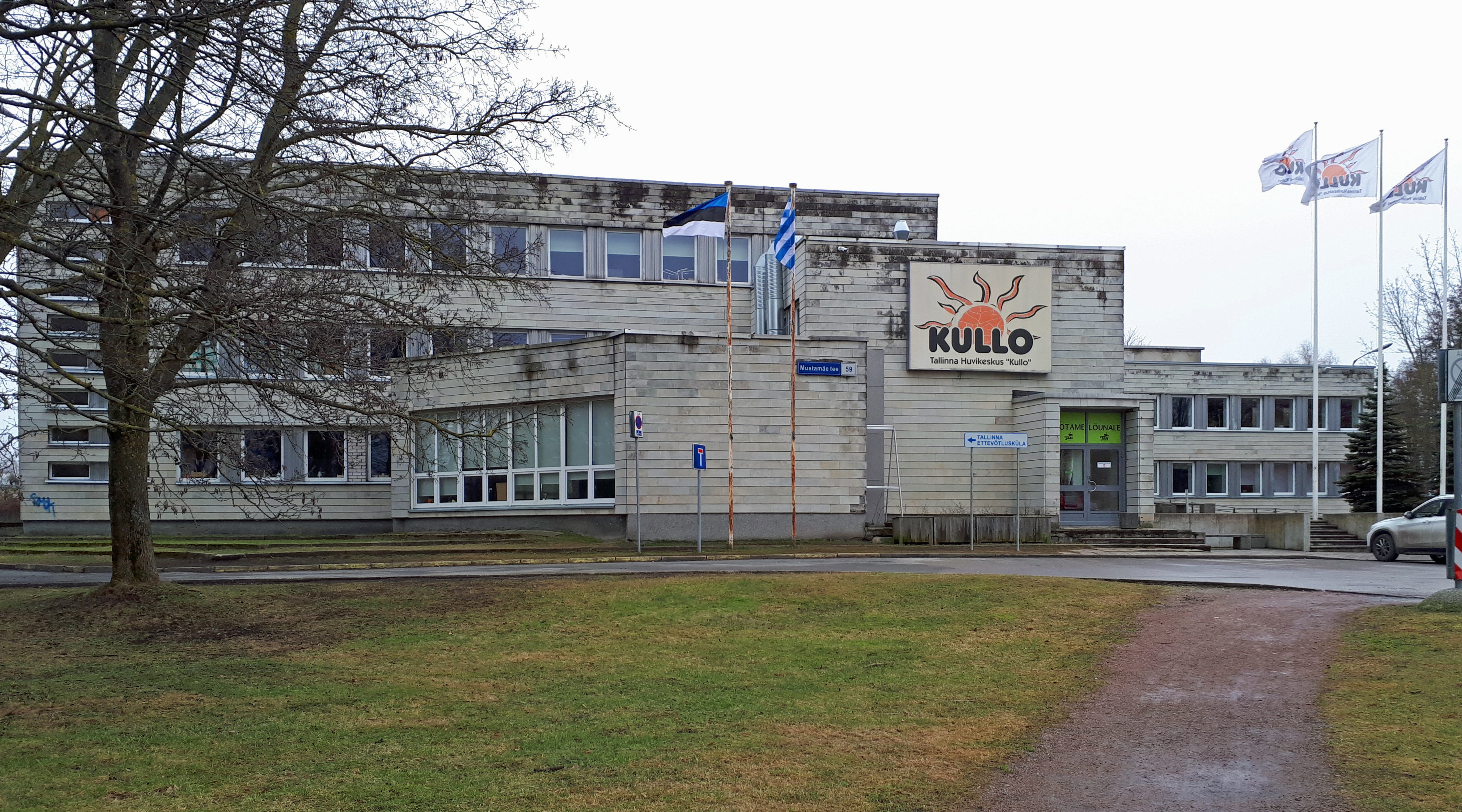
Дом детского творчества «Kullo»
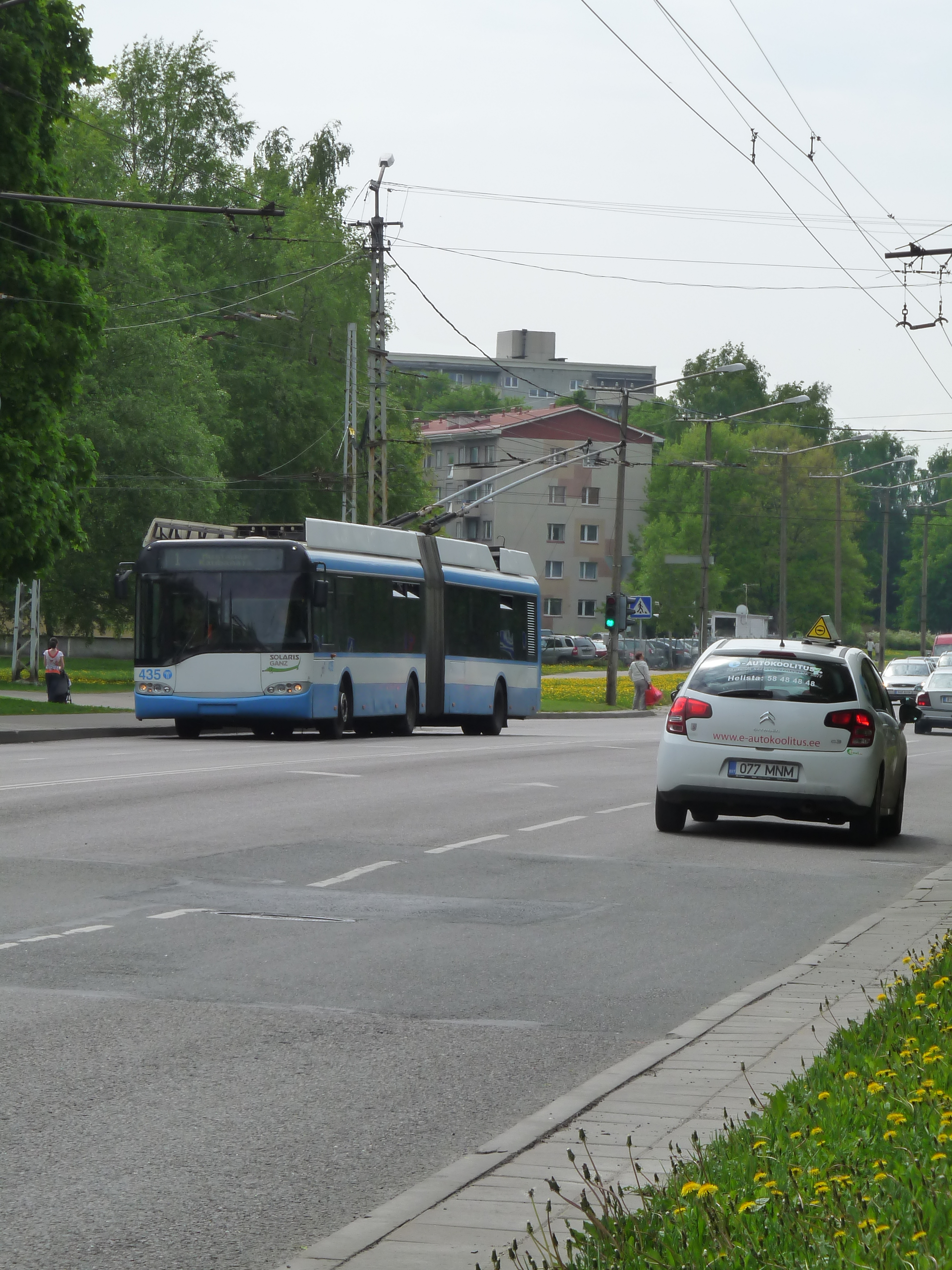
Улица в районе Мустамяэ
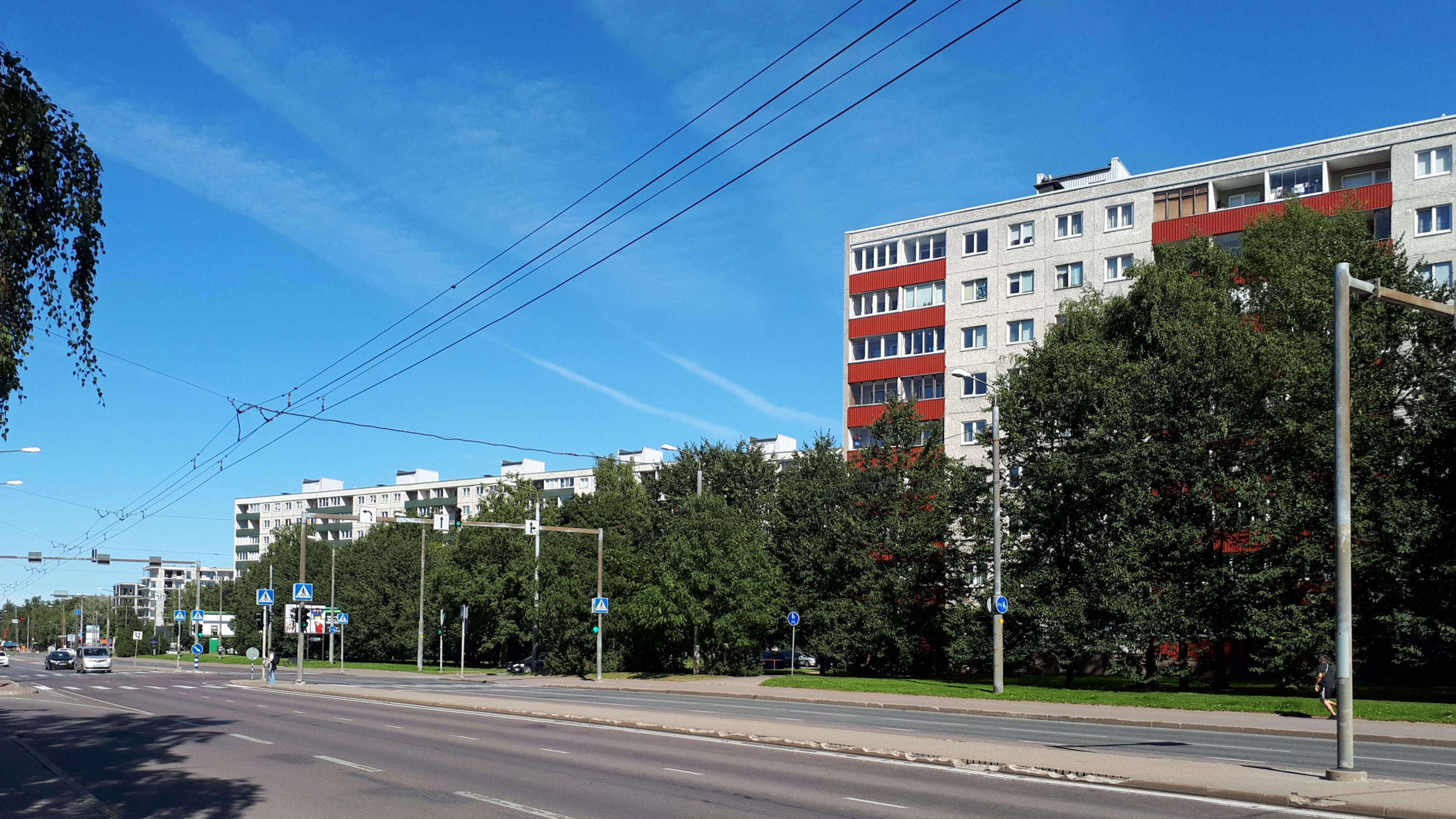
Вблизи остановки «Сяэзе»
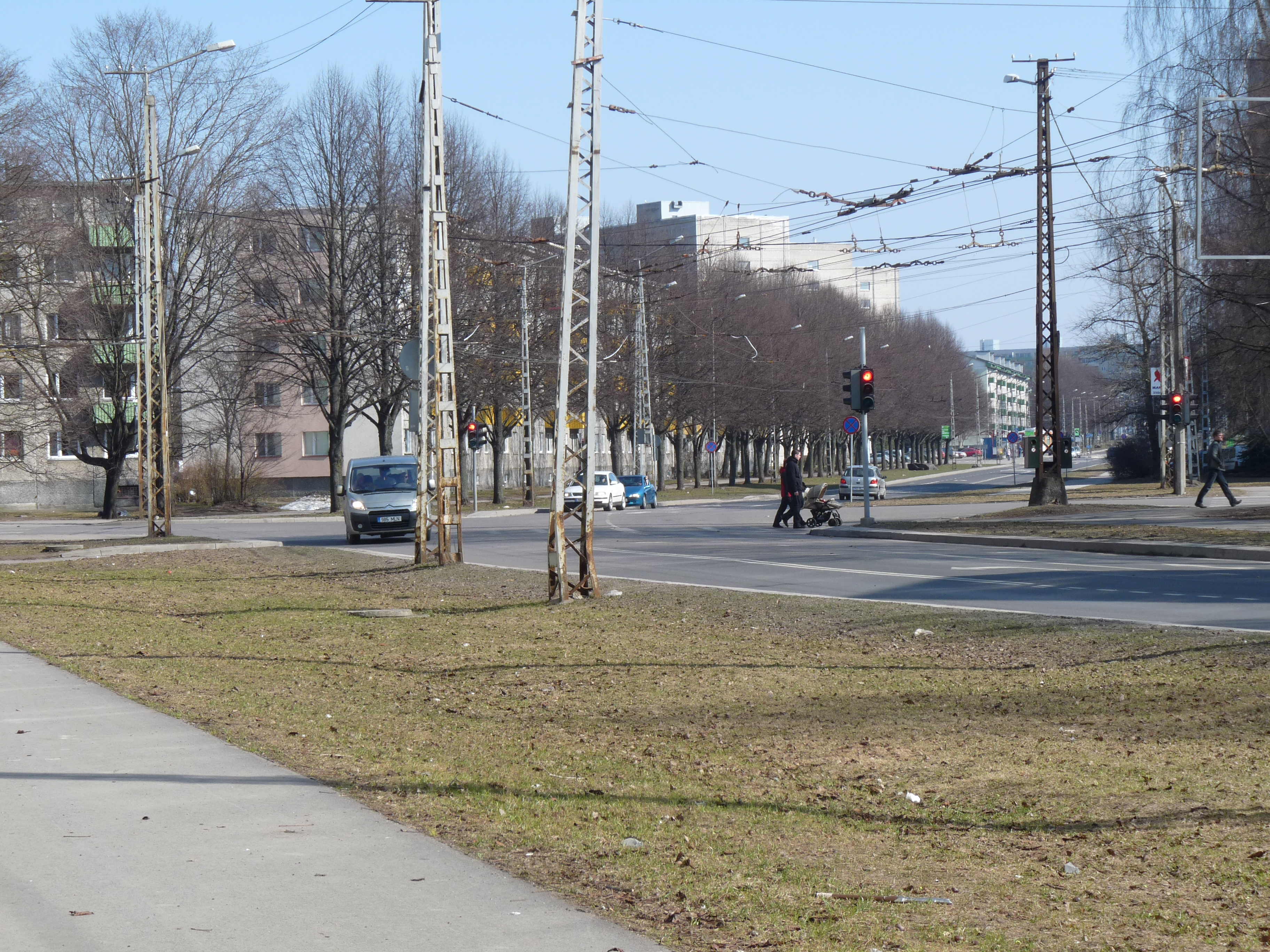
Перекрёсток с улицей Э. Вильде